# Решетниково (Кичменгско-Городецкий район)
Решетниково — деревня в Кичменгско-Городецком районе Вологодской области.
Входит в состав Городецкого сельского поселения, с точки зрения административно-территориального деления — в Кичменгский сельсовет.
Расстояние до районного центра Кичменгского Городка по автодороге составляет 3 км. Ближайшие населённые пункты — Раменье, Торопово, Сорокино.
Население по данным переписи 2002 года — 119 человек (60 мужчин, 59 женщин). Всё население — русские.